# Atletismo nos Jogos Pan-Americanos de 1955 - Arremesso de peso masculino
A prova do arremesso de peso masculino nos Jogos Pan-Americanos de 1955 foi realizada na Cidade do México, México.

## Medalhistas
| Ouro                             | Prata                              | Bronze                          |
| Parry O'Brien USA Estados Unidos | Fortune Gordien USA Estados Unidos | Martin Engel USA Estados Unidos |

## Resultados
| Posição           | Nome            | Nacionalidade             | Marca | Notas |
| ----------------- | --------------- | ------------------------- | ----- | ----- |
| Medalha de ouro   | Parry O'Brien   | USA Estados Unidos        | 17.59 |       |
| Medalha de prata  | Fortune Gordien | USA Estados Unidos        | 15.98 |       |
| Medalha de bronze | Martin Engel    | USA Estados Unidos        | 14.62 |       |
| 4                 | John Pavelich   | CAN Canadá                | 14.24 |       |
| 5                 | Eduardo Adriana | AHO Antilhas Neerlandesas | 13.34 |       |
| 6                 | Rafael Trompiz  | VEN Venezuela             | 12.79 |       |